# 讚美頌

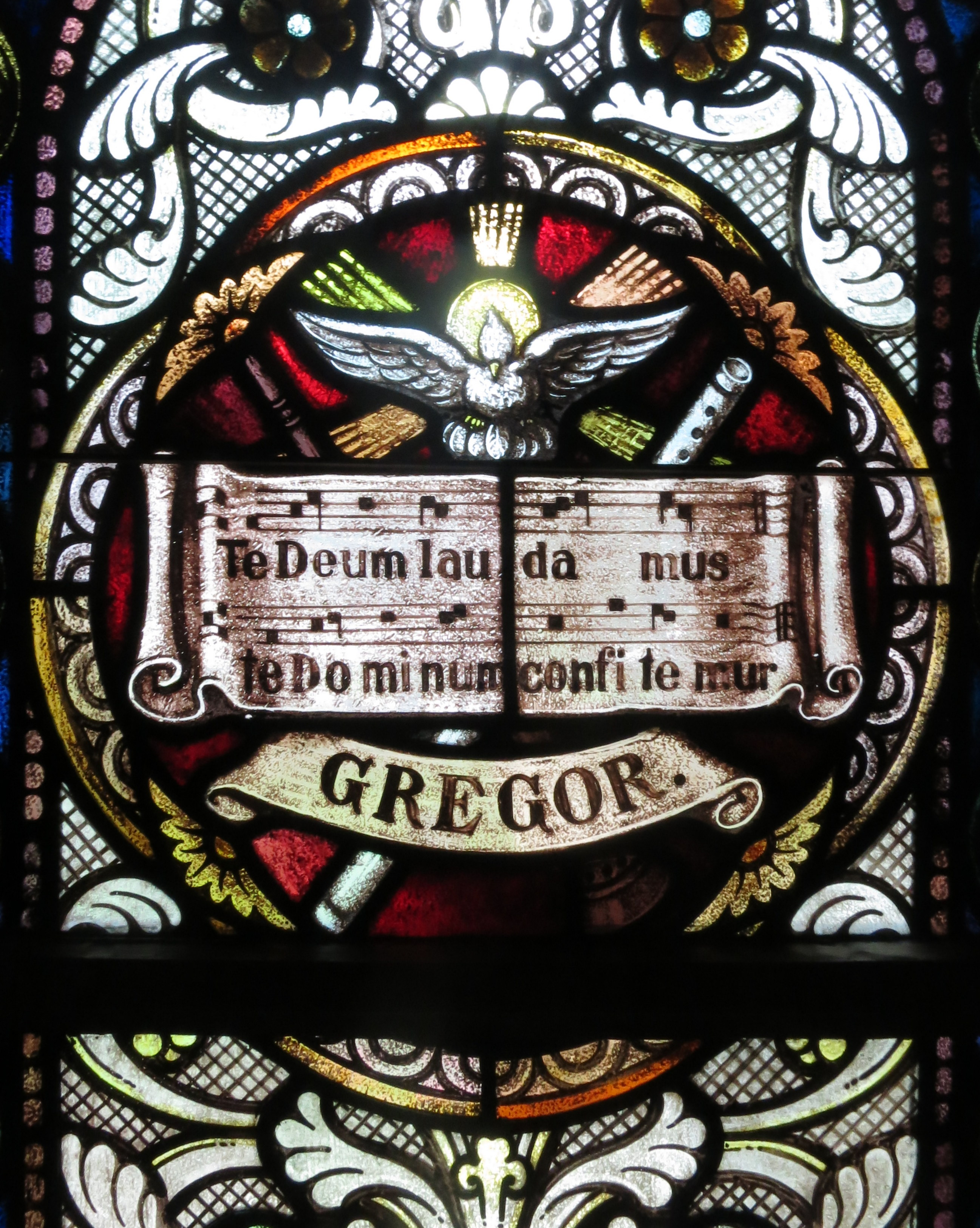
彩色玻璃上的讚美詩

《謝主辭》（拉丁語：Te Deum；取自，原意為“天主，我們讚美你”）是4世紀時寫就的一首拉丁文天主教謝主辭，它是天主教常用的讚美詩之一。“Te Deum”在原文語境下也可以指伴隨著《謝主辭》執行的一套宗教禮儀。

## 歷史
傳說聖安布羅斯（397年去世）或希波的奥古斯丁（430年去世）為其作者。19世紀，有學者提出聖海勒利（367年去世）或聖尼斯大（414年去世）才是其作者。至今學界仍未有定論。

## 內容

### 天主教會翻譯
天主，我們讚美祢；
上主，我們頌揚祢；
永生之父，萬物敬拜祢。
所有天使，和天上的大能者，
普智天使，熾愛天使不停地歡呼：
聖、聖、聖，上主，大能的天主，
祢的榮耀充滿天地。
眾使徒歌頌祢的光榮，
眾先知宣揚祢的德能，
眾殉道者卻為祢作證。
普世教會也向祢歌唱，
祢是大父，無限尊威，
祢的唯一真子，令人敬愛，
祢的聖神賜人安慰。
基督，光榮的君王，
祢永遠是父的愛子，
祢為了拯救人類，
甘願生於貞女，降凡塵世。
祢為世人征服了死亡，
為信眾重啟天國之門，
祢坐在天父之右，享受光榮，
祢還要再度降來，審判萬民。
祢用寶血贖回了子民，
懇求祢常常保佑他們；
使我們參加諸聖的行列，
分享祢永恆的光榮。
上主，求祢拯救祢的子民，
降福他們，他們是祢的羊群，
求祢作他們的牧者，
護佑他們，直到永遠。
我們讚美祢，日夜不停，
世世代代頌揚祢的聖名，
求祢今天保護我們清潔無罪，
上主，求祢垂憐我們、垂憐我們。
上主，我們依賴祢的寬仁，
懇求祢對我們廣施慈恩；
上主，祢是我們的仰仗，
勿使我們永久蒙羞失望。

### 聖公會譯本
我們讚美主為上帝，認為萬物的主；普天之下，都敬拜主－無始無終的父。
天和天使，並天上一切掌權的，都高聲讚美主；
基路伯和撒拉弗，時常大聲稱頌主，高唱聖哉、聖哉、聖哉，天地萬軍的主。
主的榮耀威嚴，充滿天地，有榮耀的眾使徒，都讚美主。
有名望的眾先知，都讚美主，為道捨命，穿白衣的軍隊，都讚美主。
普世聖教會都承認主－威嚴無量的聖父，至尊至真的獨一聖子，安慰人的聖靈。
基督是有榮耀的君王，是聖父無始無終的聖子。
主要成為人身，拯救世人，甘心為童貞女所生。
主既勝了死的苦，就為眾信徒開了天國的門，主坐於上帝的右邊，和聖父同榮。
我們信主必再降臨，施行審判，所以求主拯救主的僕人，就是主用寶血所救贖的人。
使我們列在聖徒中，同享無窮的榮耀。
求主拯救主的百姓，賜福與主的選民，求主治理我們，扶助我們，直至永遠。
我們天天頌主為大，我們尊奉主的聖名，永世無盡。
求主保祐我們今天不犯罪，求主憐憫我們，憐憫我們。
求主施憐恤與我們，因為我們依靠主，我惟依靠主，求主使我永不羞愧。
願榮耀歸於聖父、聖子、聖靈；起初這樣，現在這樣，將來也這樣，永無窮盡。阿們。

## 外部連接
- 维基文库中的相關文獻：
  - Te Deum（拉丁語）
  - Te Deum（英譯）
- Catholic Encyclopedia entry（页面存档备份，存于）
- Piers Maxim（页面存档备份，存于）
- YouTube上的Te Deum in Service, Cathedral of Notre Dame, Paris